# Podlipci
Podlipci su naseljeno mjesto u općini Jajce, Federacija Bosne i Hercegovine, BiH.
Nalazi se oko 10 kilometara istočno od Jajca.

## Stanovništvo

### 1991.
Nacionalni sastav stanovništva 1991. godine, bio je sljedeći:
ukupno: 269
- Muslimani - 160
- Hrvati - 106
- Jugoslaveni - 1
- ostali, neopredijeljeni i nepoznato - 2

### 2013.
Nacionalni sastav stanovništva 2013. godine, bio je sljedeći:
ukupno: 183
- Bošnjaci - 115
- Hrvati -  66
- ostali, neopredijeljeni i nepoznato - 2

## Vanjske poveznice
- Satelitska snimka  Arhivirana inačica izvorne stranice od 25. rujna 2020. (Wayback Machine)